# Dietomorpha
Dietomorpha – rodzaj chrząszczy z rodziny czarnuchowatych i podrodziny Pimeliinae. Obejmuje dwa opisane gatunki: D. pardalis i D. gonzalesi. Zamieszkują pustynie Iranu, Afganistanu i Pakistanu.

## Morfologia
Chrząszcze o przysadzistym ciele długości od 9 do 14 mm. Ubarwienie mają od ciemnobrązowego po czarne, przy czym całe ciało jest pokryte gęsto rozmieszczonymi, lancetowatymi, podłużnie rowkowanymi łuskami, głównie barwy kremowej, ale na przedpleczu i pokrywach występują kropki z łusek ciemniejszych.
Głowa ma duże, okrągłe oczy umieszczone grzbietowo-brzusznie, powyżej poziomu policzków.
Od 1,4 do 1,7 raza szersze niż dłuższe, wypukłe przedplecze ma dwa głębokie, trójkątne wciski u podstawy oraz powierzchnię pokrytą rozproszonymi, stożkowatymi guzkami zaopatrzonymi w kolec. Tarczka jest częściowo lub całkowicie zakryta przedpleczem. Pokrywy są owalne do szeroko-owalnych, również zaopatrzone w kolczaste guzki, a także w pojedyncze lub podwójne żeberko barkowe. Przedpiersie jest 2,2 raza dłuższe od przednich bioder, pozbawione trójkątnego wcisku przy przedniej krawędzi, zaopatrzone w długi i wąski wyrostek międzybiodrowy. Mierzone w poprzek biodra tylnej pary są równe długości wyrostka międzybiodrowego pierwszego z widocznych sternitów odwłoka. Krętarze mają rzadkie, długie szczecinki. Golenie przedniej pary mają krótkie kolce na krawędziach bocznych i wydłużone ostrogi na wierzchołku. Stopy mają długie, cienkie, lekko zakrzywione pazurki.
Odwłok samca ma szeroko rozstawione, pogrubione, łukowato na szczytach połączone trzonki spiculum gastrale. Genitalia samca cechują się grubym tegmenem, silnie zakrzywionym i na szczycie wąsko wyokrąglonym płatem wierzchołkowym, trójkątnymi apofizami grzbietowymi oraz przez nasadowe ⅔ szerokim, a dalej zwężonym płatem środkowym z lekko rozdzielonymi wierzchołkami.